# Diana Petrescu

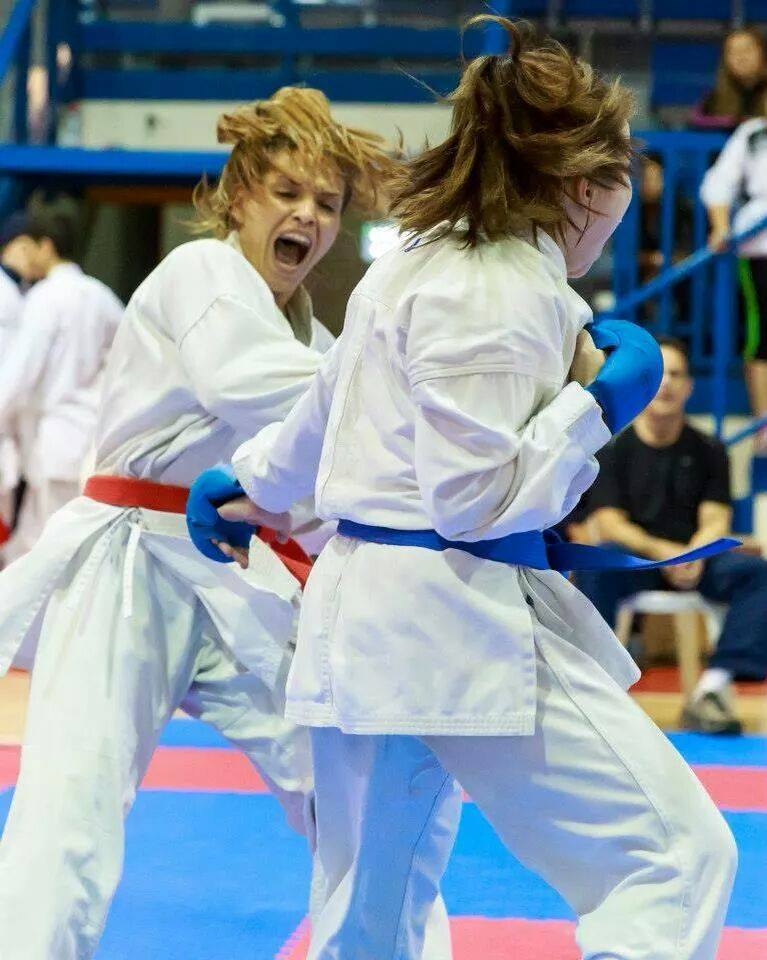
Campionatul Euro - Asiatic de Jocuri "ayelet" în Eilat 2014

Diana Petrescu (n. 14 mai 1989, Deva, Hunedoara, România) este o karatistă israeliană. Deține centura neagră 2 dan, este campioana Israelului la a XIX-a Maccabiah (2013) și membră a Federației Israeliene de Karate.

## Biografie
Diana Petrescu s-a născut în Deva, România, a emigrat în Israel cu familia ei, în anul 1992. Aceasta s-a stabilit în Beer Șeva, unde locuiește și astăzi. De la vârsta de 10 ani a început să învețe Karate Shotokan la Dojoul antrenorului Boris Yeschin, iar după doi ani s-a mutat la Rogozarsky Dojo, sub îndrumarea antrenorului Predrag Rogozarsky. Diana s-a antrenat împreună cu tatăl ei, Ehud, fratele ei Lior, și sora ei mai mică Meital.
A câștigat locul întâi și medalia de aur chiar la prima ei competiție din 1999, la Campionatul Israelian de Karate, deținând centura albă.
La a XVII-a Maccabiah din 2005, a câștigat două medalii, aur și bronz. Medalia de bronz la Kata, iar medalia de aur la Kumite (vârstele 14-16), acesta fiind primul an în care a concurat la Kumite în competiții, până atunci concurând doar la Kata.
În 2008, cu aproximativ două săptămâni înainte de Campionatul European din Italia, Diana a fost rănită în timpul antrenamentelor, rupând un ligament la genunchi, însă cu toate acestea a concurat, dar a pierdut în primul tur. A doua zi după întoarcerea ei din Europa a început serviciul militar. În timpul serviciului militar, ea a continuat să se antreneze, dar mai puțin frecvent din cauza accidentării. În 2009 a avut prima intervenție chirurgicală la genunchi și a fost eliberată din IDF. După aproximativ 9 luni de restaurare a trebuit să suporte o nouă operație, urmată de încă o jumătate de an de reabilitare. În acest timp ea a antrenat juniori în clubul unde a crescut. 
S-a mutat la Eilat pentru doi ani și jumătate, apoi a revenit în Beer-Sheva. După o reabilitare de patru ani în care nu a practicat karate, în anul 2013 aceasta reîncepe să se antreneze și în termen de 3 luni participă la Campionatul European de la Budapesta, Ungaria.
În anii 2013-2014 este campioana Israelului la seniori, timp în care studiază și obține diploma BSc în educație fizică la Facultatea Key in Be'er Sheva.

## Realizări deosebite
- 2001- medalie de aur (categoria kata) Campionatul Londra deschis.
- 2003- medalie de aur Campionatul Mondial de Karate Tradițional în Africa de Sud pentru junioare.
- 2005- medalie de aur la Maccabiah XVII pentru fete (varsta 14-16).
- 2007- membră a selectionatei de karate a Israelului.
- 2005-2009- Campioană a Israelului.
- 2013- medalie de aur la Maccabiah XIX la categoria seniori cu greutatea de 61 kg, și la echipe femei.
- 2013-2014- Campioană a Israelului.
- 2014- medalie de bronz la kumite categoria seniori cu greutate 61 kg în Italia.